# Petersburg (Indiana)
Petersburg – miasto w Stanach Zjednoczonych, w stanie Indiana, siedziba administracyjna hrabstwa Pike.